# Kim Min-jung (Shorttrackerin)
Kim Min-jung (* 20. März 1985) ist eine ehemalige südkoreanische Shorttrackerin.

## Karriere
Der erste internationale Start der in Gwangju lebenden Kim fand bei den Juniorenweltmeisterschaften 2003 in Budapest statt, wo sie die Bronzemedaille im Einzel und den Titel mit der Staffel gewinnen konnte. Dazu gelang ihr ein Streckensieg über 1000 Meter. Im gleichen Jahr startete sie auch für Südkorea bei den Teamweltmeisterschaften, bei der sie mit guten Resultaten zum zweiten Rang ihrer Mannschaft beitrug. Bei den Einzelweltmeisterschaften scheiterte sie mit der Staffel schon in den Vorläufen. Dennoch nominierte sie der Landesverband im Oktober 2003 erstmals für den Shorttrack-Weltcup. Hier erreichte sie in keinem Einzelrennen das Halbfinale, mit der Staffel wurde sie bei beiden Wettkämpfen jeweils im Finale disqualifiziert.
In den nächsten beiden Jahren wurde Kim international nur bei der in Innsbruck und Seefeld stattfindenden Winter-Universiade 2005 eingesetzt. Dort gewann sie eine Silbermedaille über 3000 Meter, außerdem platzierte sie sich auf Rang 4 auf der 1500-Meter-Distanz. Dann gelang ihr im Oktober 2006 die Rückkehr in den Weltcup. Dort gewann sie auf Anhieb zwei Rennen über 1500 Meter und wurde nach weiteren Podiumsplatzierungen Zehnte im Disziplinweltcup über diese Distanz. Auch über 500 Meter erreichte sie mehrere gute Resultate, darunter einen zweiten Rang und wurde sogar Weltcupdritte. In der Staffel wurde sie beim einzigen Weltcupsieg nicht eingesetzt, auch die Großereignisse der Saison 2006/07 verpasste sie. Dafür startete sie bei den Winter-Asienspielen 2007 erfolgreich, mit mehreren Siegen. In der Saison 2007/08 ging Kim international nicht an den Start, auch im Shorttrack-Weltcup 2008/09 konnte sie in den ersten Rennen mit zwei fünften Rängen als besten Resultaten nicht überzeugen.
Nach ihrer aktiven Laufbahn wurde Kim Shorttracktrainerin.